# Franciszek Leja
Franciszek Leja (Grodzisko Górne, 27 de janeiro de 1885 — Cracóvia, 11 de outubro de 1979) foi um matemático polonês.
Seu campo de interesse foi principalmente funções analíticas. Foi membro da Escola de Matemática da Cracóvia.

## Vida
Leja estudou matemática, física e filosofia na Universidade de Lviv até 1909, entre outros com os professores Józef Puzyna (1856–1919) e Marian Smoluchowski (1872–1917). De 1910 a 1923 foi professor ginasial de matemática e física em Cracóvia. Em 1924 foi professor na Universidade Técnica de Varsóvia e em 1936 na Universidade Jaguelônica. Em 6 de novembro de 1939 foi preso com outros 183 professores durante a Sonderaktion Krakau e deportado para o campo de concentração de Sachsenhausen, onde permaneceu até maio de 1940. Após ser libertado engajou-se na Universidade Subterrânea e escreveu livros texto de matemática. Desde 1948 trabalhou no Instituto de Matemática da Academia de Ciências da Polônia. Em 1919 foi co-fundador da Sociedade Matemática da Polônia e de 1963 a 1965 seu presidente. Em 1931 foi membro da Sociedade Científica de Varsóvia.

## Obras selecionadas
- Geometria analityczna i początki geometrii różniczkowej, Cracóvia, 1934.
- Geometria analityczna, Cracóvia, 1946.
- Rachunek różniczkowy i całkowy ze wstępem do równań różniczkowych, Cracóvia, 1947.
- Funkcje analityczne i harmoniczne, Cracóvia, 1948.
- Geometria analityczna, cz. 1, Geometria płaska, Gdańsk, 1949.
- Geometria analityczna, Varsóvia, 1954.
- Funkcje analityczne i harmoniczne, t. I,  Varsóvia, 1952.
- Teoria funkcji analitycznych, Varsóvia, 1957.
- Funkcje zespolone, Varsóvia, 1967.